# 以勒镇
以勒镇，是中华人民共和国云南省昭通市镇雄县下辖的一个乡镇级行政单位。

## 行政区划
以勒镇下辖以下地区：
以勒村、以堡村、毛坝村、木城村、火草村、大山村、庙埂村、茶木村、团树村和瓜果村。